# الامامة و السیاسة
اَلْاِمامَةُ وَ السّیاسَة یا تاریخ الخلفاء عنوان کتابی‌است مربوط به سده‌ای اول تا سوم ه‍.ق که احتمالا اثر، ابن قتیبه دینوری است.

## محتوای کتاب
کتاب الامامه، با یک خطبه آغاز می‌شود که در آن، به مدح و ذکر فضایل دو خلیفه نخست پرداخته شده‌است. در ابتدای این اثر، از ماجرای سقیفه و خلافت ابوبکر سخن به میان آمده‌است و به صورت مختصر، به وقایع دوران خلافت ابوبکر و عمر پرداخته شده‌است. نویسنده  فصل دوران خلافت علی بن ابی طالب، را مفصل کرده‌ و روایات متعددی را گزارش می‌کند و تقریباً ربع کتاب، مربوط به این فصل است. 
رویدادهای فتح آفریقا و اندلس به دست موسی بن نصیر، فصلی جدا است. باقی خلفاء بنی‌امیه به صورت خلاصه مورد توجه قرار گرفته‌اند ذکر خلفای عباسی و ظهور حکومت آنان و  نویسنده تا دوران خلافت هارون الرشید را مختصر گزارش کرده‌ در پایان متذکر می‌شود که در خلافت خلفای پس از هارون، خیری وجود ندارد و خلفای بعدی را زنادقه عراق می‌نامد.

## نویسنده
کسانی که آثار ابن قتیبه دینوری را مورد توجه قرار داده‌اند، به کتابی با عنوان تاریخ الخلفاء یا الامامه و السیاسه اشاره نکرده‌اند. به گزارش دایرةالمعارف بزرگ اسلامی، متن کتاب نیز نفی انتساب این اثر را به ابن قتیبه تقویت می‌کند. نکاتی در کتاب هست که مؤلف کتاب را عبدالله بن مسلم بن قتیبه گزارش می‌کند. عدم هماهنگی بین آنچه در کتاب هست با عقاید ابن قتیبه، دیگر مورد مشکوک در انتساب این اثر است. مسئله انتساب،  از قرن ۶ ه‍.ق مطرح بوده‌است. در میان محققان متأخر، نخستین کسی که در انتساب این اثر به ابن قتیبه تردید کرد، پاسکواله دِگایانگوس، خاورشناس اسپانیایی بود.

## نسخه‌ها
از کتاب الامامة و السیاسه چندین نسخهٔ خطی گزارش شده‌است و متن آن بارها با انتساب به ابن قتیبه، در مصر، عراق و لبنان به شیوه‌ای غیرانتقادی به چاپ رسیده‌است.